# Еријадор
Еријадор (енгл. Eriador) је измишљени регион Средње земље, енглеског писца Џ. Р. Р. Толкина. У централном делу овог региона налази се Округ, земља хобита, која је најбоље описана у Толкиновим делима Хобит и Господар прстенова. Еријадор је такође познат и под називом „Усамљене земље” (енгл. Lone-lands), што представља директни превод речи Еријадор.

## Популација и насеља
У почетку Еријадор је био веома шумовит регион, али у Другом добу, Дунедани (Потомци Нуменора који су избегли у Средњу земљу) су посекли већину дрвећа за бродоградњу. У касном Другом и раном Трећем добу, већину Еријадора је заузимало Краљевство Арнор, које је касније подељено у три краљевства: Рудар, Артедан и Кардолан. Округ се налази у делу некадашњег краљевства Артедан, док се суседни градић Бри налази на граници са Кардоланом. Друга битнија места у Еријадору су Ривендел, Сиве Луке, Краљевства Ерегион и Ангмар.
Већину историје Средње земље, Еријадор је био ретко насељен у прилог чему говори и превод самог имена Еријадор (Усамљене земље). До времена Рата за прстен, главна насељена подручија су Округ, Бри са околином, Ривендел и Сиве Луке. Заједнице Патуљака живе и раде у рудницима Плавих планина, као и мала популација Људи која живи у шумама Минхирита. Еријадор је заштићен од стране Шумара Севера, који представљају остатке људи изгубљеног Краљевства Арнор и последње праве потомке Нуменора.

## Географија
Границе Еријадора су:
- На истоку: Мистичне планине, иза којих се простире регион Рованион („Дивљине”).
- На северу: Северне пустоши и ледени залив Форочел.
- На западу: Плаве планине (Ered Luin), иза којих лежи регион Линдон који је последњи преостали регион Белеријанда након потопа. У Линдону се налазе Сиве Луке, место са којег Вилењаци одлазе у Неумируће земље Амана (Валинор).
- На југу: Реке Гландуин и Грејфлад формирају природну границу са регионом Енедвајт, који одваја Еријадор од Гондора.

Еријадор се простире око 960 km правцем север-југ и 1120 km правцем запад-исток. И туда су се простирале две главне руте:
- Пут исток-запад, који спаја Мистичне планине (Ривендел) и Сиве Луке.
- Зеленпут (некада се називао „Пут север-југ”), који спаја Краљевства Гондор и Арнор.

Градић Бри је настао и просперирао управо на раскрсници ова два пута, у њиховим славним данима, када су многи трговци туда пролазили.

## Адаптације
Еријадор је централни регион, подељен у 11 мањих региона, у популарној MMORPG игри Lord of The Rings Online. Један део Еријадора (примарно Округ, Бри и Ривендел) су приказани у филмским трилогијама Питер Џексона Господар прстенова и Хобит.